# Andri Peer
Andri Peer (Sent, Grisones, 19 de septiembre de 1921 - Winterthur, 2 de junio de 1985) fue un escritor suizo en lengua retorrománica. 
Nacido en la Baja Engadina, estudió magisterio en Coira y romanística en Zúrich y París. Consiguió el doctorado con la disertación La terminología de la casa del campesino en los cantones retorrománicos. De 1951 a 1983 dio clases de francés e italiano en el instituto de Winterthur. Además fue docente para lengua y literatura retorrománica en la universidad de Zúrich, miembro de la directiva de la unión de escritores suizos, presidente del P.E.N.-Club suizo de lenguas italiana y francesa y vicepresidente de la comisión suiza de la Unesco.
Peer ha producido la mayor parte de su obra en retorromance, pero la dejó traducir a menudo al alemán. También escribió literatura infantil, para la radio y la televisión y realizó innumerables conferencias y charlas tanto en Suiza como en el extranjero sobre su obra. Su poesía abandonó las formas tradicionales y ha modernizado la literatura retorrománica.

## Obra

### Narración
- La punt peidra (1947)
- Da nossas varts (1961),

### Poesía
- Sömmis (1951)
- Traischa dal camp (1946)
- Sgrafits (1959)
- Battüdas d’alas (1955)
- Furnatsch (1977)
- Il champ sulvasi (1975)
- Jener Nachmittag in Poschiavo (1974)
- Da cler bel di (1969),

### Teatro
- Il Dolmetsch, svainter la crusch, Bajöz (1972)

- Datos: Q124335